# قدم مادورا
الورم الفطري، أو قدم مادورا، عدوى فطرية مزمنة في الجلد والأنسجة تحت الجلد مباشرة، أكثر إصاباته في القدمين، وقد يظهر في اليدين وأجزاء أخرى من الجسم. يبدأ بهيئة عقيدة رطبة غير مؤلمة، يمكن أن تبقى سنواتٍ قبل بدء التقرح والتورم وتشكيل الإفرازات الحبيبية والنز من الجيوب والنواسير، يلي ذلك تشوه العظام.
يمكن أن تسبب الكثير من الفطريات الورم الفطري، ومنها: المادوريلة الفطرومية، المادوريلة السنجابية، ليبتوسفيريا السنغالية، كوكليوبولس لوناتا، سيدوسبوريوم أبيوسبيرموم، نيوتستودينا روساتي، ونوعَي أكرمونيوم وفوزاريوم. تُشخص الإصابة بأخذ خزعة، وتُكشف الفطريات تحت المجهر وبالزرع. يكشف التصوير الطبي عن مدى إصابة العظام. تشمل الاختبارات الأخرى المقايسة الامتصاصية المناعية للإنزيم المرتبط (الإلايزا) والانتشار المناعي والترميز الشريطي للحمض النووي.
يشمل العلاج الاستئصال الجراحي للأنسجة المصابة والأدوية المضادة للفطريات. كثيرًا ما يحدث النكس بعد العلاج، وقد يلزم البتر.
تحدث العدوى بشكل عام في المناطق المدارية، وهي مستوطنة في إفريقيا جنوب الصحراء الكبرى، وخاصة السودان والهند وأجزاء من أمريكا الجنوبية والمكسيك. وأُبلغ عن عدد قليل من الحالات في شمال إفريقيا. من المحتمل أن يكون الورم الفطري منخفض التوطن في مصر مع ميل لهذه الإصابة الفطرية. في عام 2016، اعترفت منظمة الصحة العالمية بأن الورم الفطري مرض استوائي مهمل.

## العلامات والأعراض
تكون الآفة الأولية على هيئة تورم صغير تحت الجلد بعد رض طفيف. يظهر الورم بشكل عقيدة رطبة غير مؤلمة، قد تبقى سنوات قبل بدء التقرح والتورم والنز من الجيوب، ثم يحدث تشوه العظام. تُصرف الجيوب سائلًا فيه حبيبات من المستعمرات الفطرية. تكون هذه الحبيبات سوداء أو بيضاء. يحدث تخرب الأنسجة العميقة والتشوه وفقدان الوظيفة في الأطراف المصابة في مراحل لاحقة. يميل الورم الفطري إلى الحدوث في قدم واحدة. ويُبدي الورم الفطري المُسبب بالجراثيم ميزات سريرية مماثلة.

## الأسباب
الورم الفطري سببه إصابة بالفطريات. الورم الفطري الناجم عن الإصابة بالجراثيم من شعبة الشعيات مختلف. وللحالتين ميزات سريرية متشابهة.
الفطريات الشائعة التي تسبب ظهور إفرازات بيضاء هي سيدوسبوريوم أبيوسبيرموم. تشمل العوامل المسببة الأخرى التي تؤدي إلى إفراز حبيبات غير سوداء نوعي أكرميوم وفوزاريوم.
إذا كانت الإفرازات سوداء، غالبًا ما يكون العامل المسبب نوع من أجناس المادوريلة والجلوزية وإكسوفيالا وليبتوسفيريا وكورفولاريا. أكثر الأنواع شيوعًا المادوريلة الفطرومية والمادوريلة السنجابية.

## الآلية
تحدث الإصابة عن طريق دخول الأبواغ الفطرية من التربة عبر شق في الجلد ناتج عن رض طفيف مثل وخز شوكة. ثم ينتشر المرض إلى الأنسجة العميقة ويشكل أيضًا مسارات جيبية تصل إلى سطح الجلد. تتميز الآفات الناضجة بإفرازات حُبيبية من هذه الجيوب. تحتوي المفرزات على مستعمرات فطرية وتكون معدية. انتشار العدوى داخليًا عن طريق الدم أو اللمف غير شائع.
تنتشر الإصابة التي تنتج إفرازات سوداء بشكل رئيسي تحت الجلد. في الأصناف الحمراء والصفراء، يحدث انتشار عميق في وقت مبكر، ويرتشح في العضلات والعظام لكنه لا يصيب الأعصاب والأوتار بسبب مقاومتها الكبيرة.
ينتج الداء العنقودي، المعروف أيضًا باسم الفطار الكاذب الجرثومي، صورة سريرية مماثلة وعادة ما تسببه المكورات العنقودية الذهبية. تسبب جراثيم أخرى أيضًا الداء العنقودي.

## التشخيص
يُشخص المرض عن طريق أخذ خزعة، وتظهر الفطريات تحت المجهر وفي الزرع، الذي يُبدي خيوطًا وحويصلات مميزة للفطريات. تشمل الاختبارات الأخرى الإلايزا والانتشار المناعي وتفاعل البوليميراز المتسلسل والترميز الشريطي للحمض النووي.
يمكن إجراء التصوير بالأشعة السينية والموجات فوق الصوتية لتقييم مدى انتشار المرض. نتائج صور الأشعة السينية متباينة للغاية. غالبًا ما يُكتشف المرض في مرحلة متقدمة مع وجود تخرب واسع في جميع عظام القدم. نادرًا ما تُشاهد آفة واحدة في الساق وتكون الصورة هنا مماثلة لالتهاب العظم والنقي المزمن. يمكن إجراء الدراسة الخلوية للسائل المبزول بإبرة دقيقة أو القيح الناتج من الآفة، ويمكن إجراء خزعة نسيجية. أشارت بعض الدراسات المنشورة إلى وجود «علامة نقطة في دائرة» باعتبارها علامة مميزة تظهر من خلال التصوير بالرنين المغناطيسي (وُصفت هذه العلامة أيضًا من خلال التصوير بالموجات فوق الصوتية).